# Avenue du Président-Wilson (Paris)
Pour les articles homonymes, voir Avenue du Président-Wilson.
L'avenue du Président-Wilson est une avenue des 8e et 16e arrondissements de Paris.

## Situation et accès

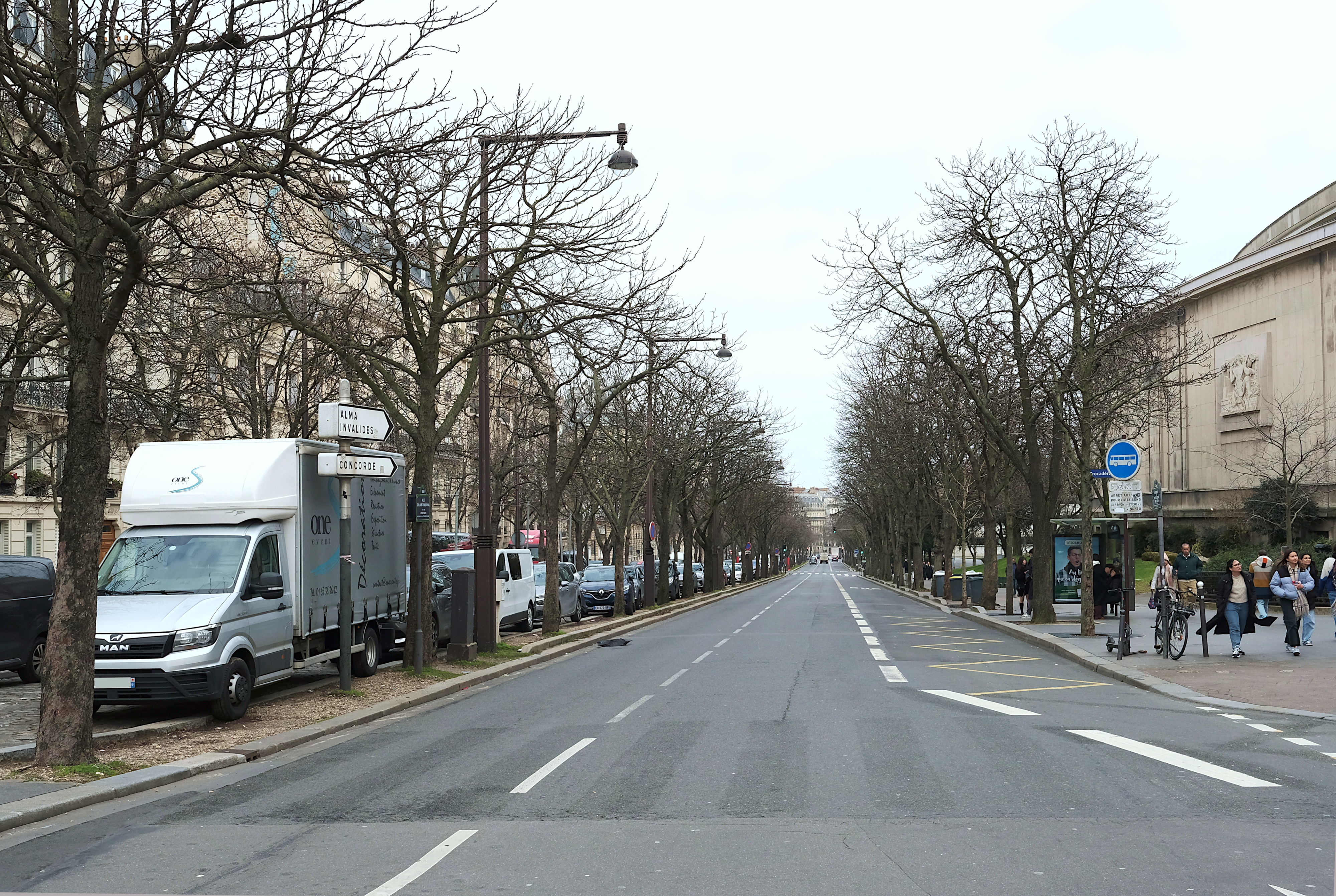
Une voie de l'avenue du Président-Wilson, vue de la place du Trocadéro.

Ce site est desservi par les stations de métro Trocadéro, Iéna et Alma - Marceau, où circulent les rames de la ligne 9.
L'avenue du Président-Wilson fait la jonction entre la place du Trocadéro et la place de l'Alma. Elle traverse la place d'Iéna. On y trouve le palais de Tokyo et le Musée d'art moderne de la ville de Paris. Elle commence au 2, place du Trocadéro et finit au 1 bis, place de l'Alma.
Elle mesure 970 mètres pour 40 mètres de largeur.
Elle longe le palais Galliera, musée de la Mode de la ville de Paris, entre les rues de Galliera et Maria-Brignole.

## Origine du nom

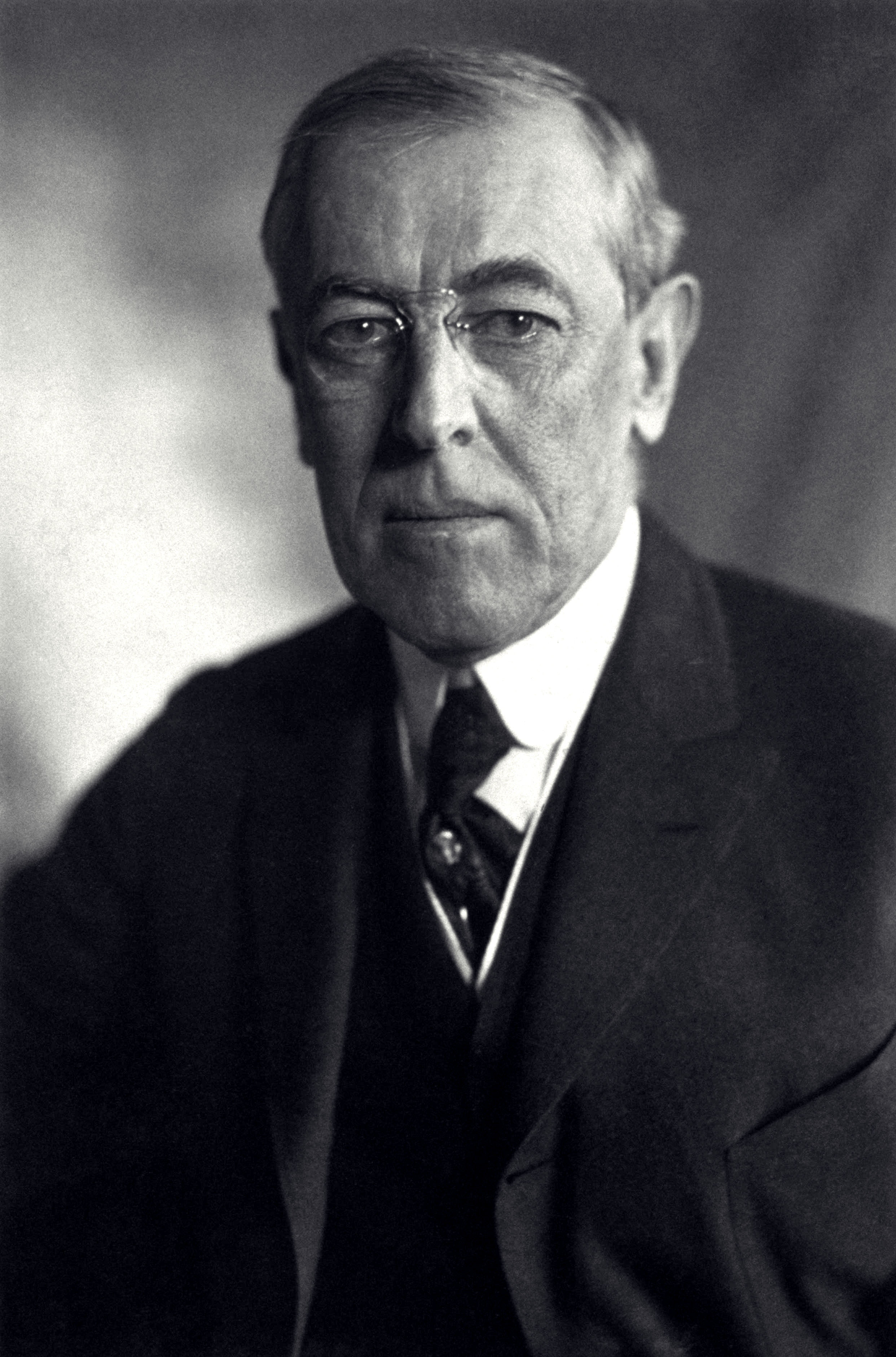
Woodrow Wilson, président des États-Unis, en 1919.

Cette rue porte le nom de Woodrow Wilson (1856-1924) 28e président des États-Unis acteur important de la Première Guerre mondiale, en tant qu'allié de la France.

## Historique
À l'origine, l'avenue du Président-Wilson fait partie de l'« avenue de l'Empereur », qui deviendra « avenue du Trocadéro » à partir de 1871, qui comprend aussi les actuelles avenue Henri-Martin et avenue Georges-Mandel.
Le 27 septembre 1914, durant la Première Guerre mondiale, l'« avenue du Trocadéro » est bombardée par un raid effectué par des avions allemands.
Par délibération municipale du 28 juin 1918, approuvée par décret du 1er juillet 1918, cette portion de l'avenue du Trocadéro devient l'avenue du Président-Wilson.

## Bâtiments remarquables et lieux de mémoire

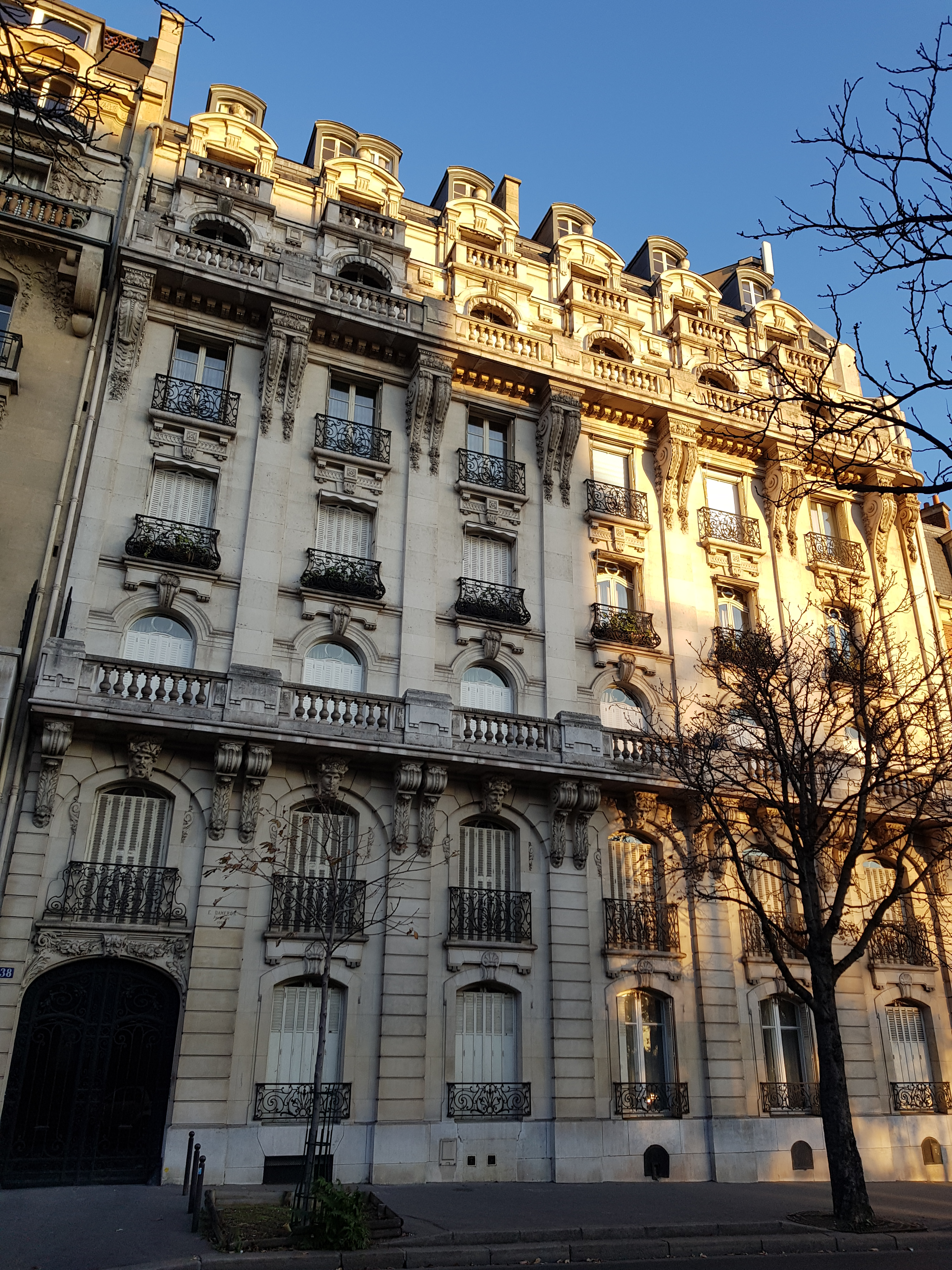
No 38 : immeuble de 1907.

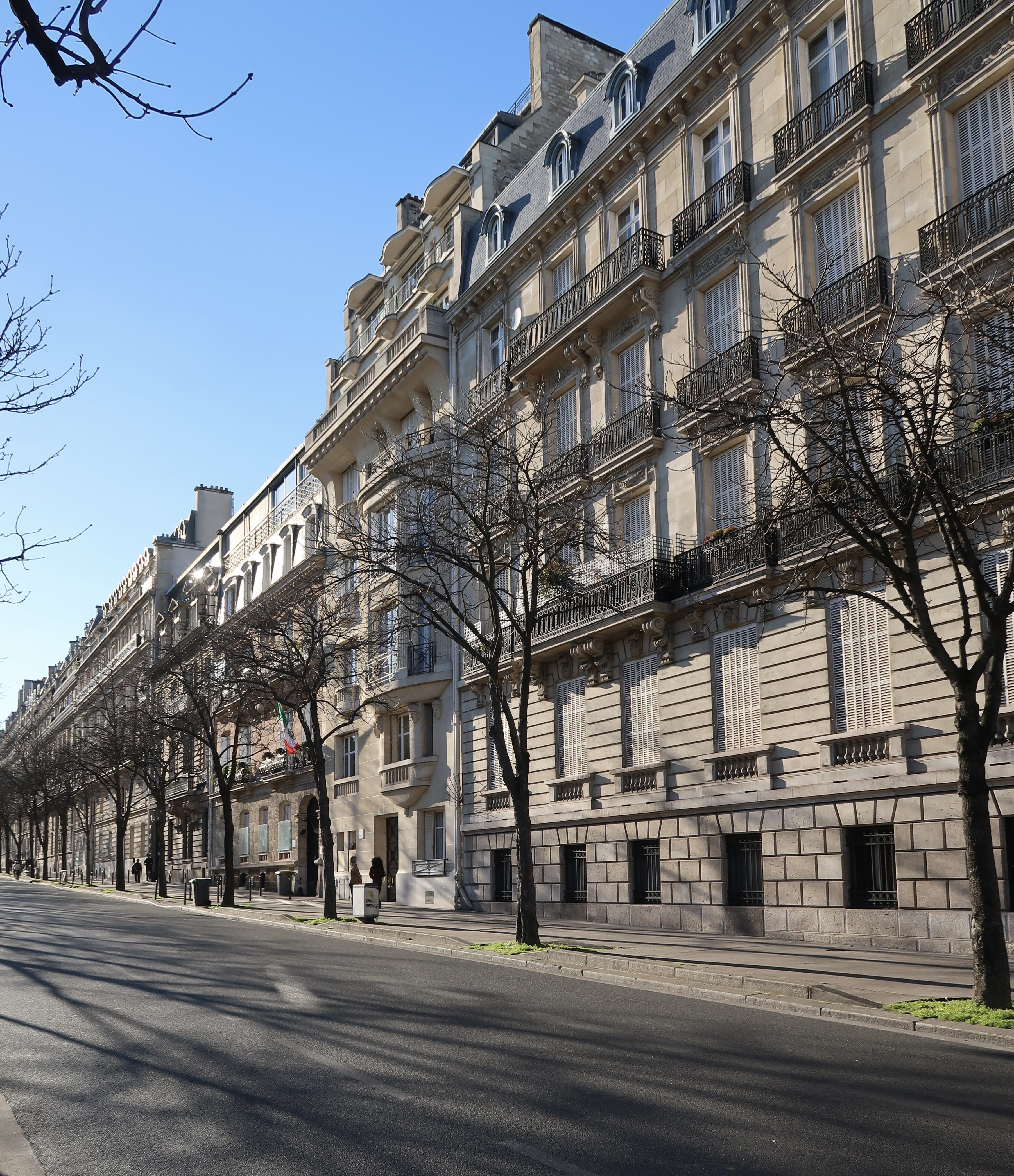
No 18-24.

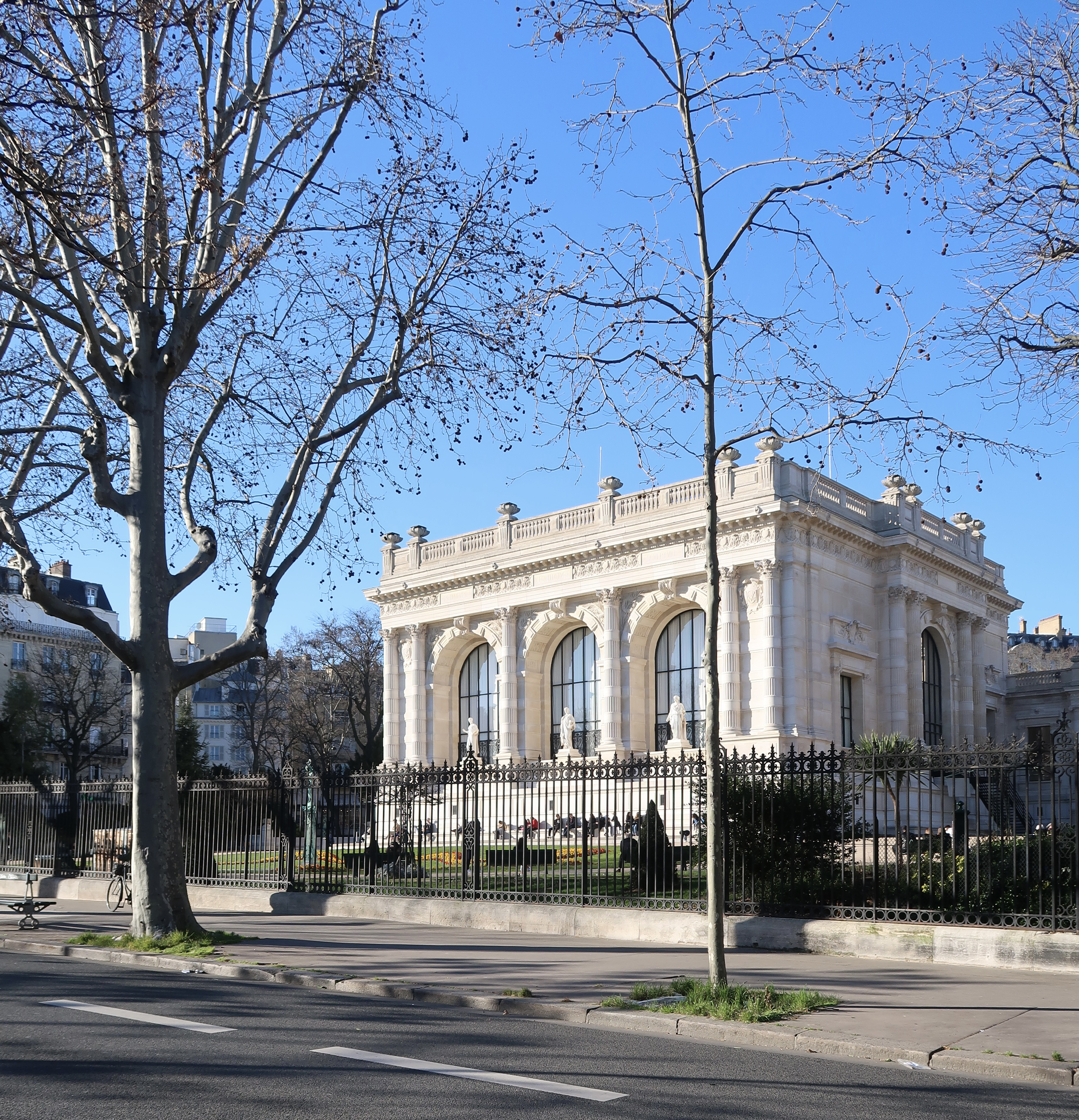
Le palais Galliera, vu depuis l'avenue.

- No 1 : immeuble construit par l’architecte Charles Lefebvre en 1903, signé en façade.
- No 5 : ancienne demeure du criminologue Alphonse Bertillon ; une plaque lui rend hommage.
- No 6 : demeure de la famille d'Alfred Dreyfus en 1894.
- No 10 : ancienne demeure parisienne du prince Albert Ier de Monaco (une plaque lui rend hommage) puis de nonces apostoliques du pape à partir du 5 novembre 1923, Mgr Maglione en 1925, Mgr Valerio Valeri en 1936, Mgr Giuseppe Roncalli en 1945 et enfin Mgr Celestino Migliore depuis 2020 (voir « Nonciature apostolique en France »).
- No 13 : palais de Tokyo.
- No 14 : l'homme politique Joseph Noulens (1864-1944) y a habité.
- No 18 : immeuble de 1913 construit par l’architecte Henri Tauzin, annonçant le style Art déco[2]. La romancière russe Irène Némirovsky a habité dans cet immeuble avec sa famille au début des années 1920[3]. Domicile entre 1940 et 1994 des comédiens Madeleine Renaud et Jean-Louis Barrault. Une plaque leur rend hommage.
- No 19 : ancienne demeure de Giuseppe Primoli.
- No 20 : résidence de l'ambassadeur du Mexique en France ; une plaque rend hommage à l'ambassadeur Carlos Fuentes, qui y vit de 1975 à 1977.
- No 22 : ancienne demeure de l'ingénieur Philippe Bunau-Varilla, devenue la « Maison de l’Asie », siège de l'école française d'Extrême-Orient (EFEO).
- No 28 : ancienne demeure de l'écrivain américain de langue française Julien Green, de 1932 à 1937. Il reprend un appartement occupé précédemment par l'acteur français Pierre Renoir[4].
- No 34 : Laure Hayman, qui a inspiré l'Odette de Crécy de Marcel Proust, y a vécu[5],[6].
- No 38 : immeuble construit par l’architecte E. Dameron en 1907[7].
- No 43 : ancien Dépôt des phares entre 1869 et 1937.
Siège de l'Assemblée parlementaire de l'Union de l'Europe occidentale. De nos jours siège de la Chambre de commerce internationale.
- No 48 : immeuble construit par l’architecte Charles Adda en 1908[8].
- Jean-Philippe Smet, alias Johnny Hallyday, a également habité cette avenue dans les années 1970[9].
- Au centre de la place d'Iéna se trouve la statue équestre de Washington.

### Allée centrale
Au milieu des voies de circulation, l'avenue dispose d'une allée centrale qui sert de parking. Deux tronçons ont été nommés en mémoire de deux personnalités : 
- Allée Guillaume-Thomas-Raynal, de la place du Trocadéro à l'intersection avec la rue de Magdebourg et l'avenue Albert-de-Mun[10],[11]
- Allée Jean-Jacques-Servan-Schreiber, de l'intersection avec la rue de Magdebourg et l'avenue Albert-de-Mun à la place d'Iéna, en mémoire du journaliste et homme politique, sur décision du Conseil de Paris en 2016[12].

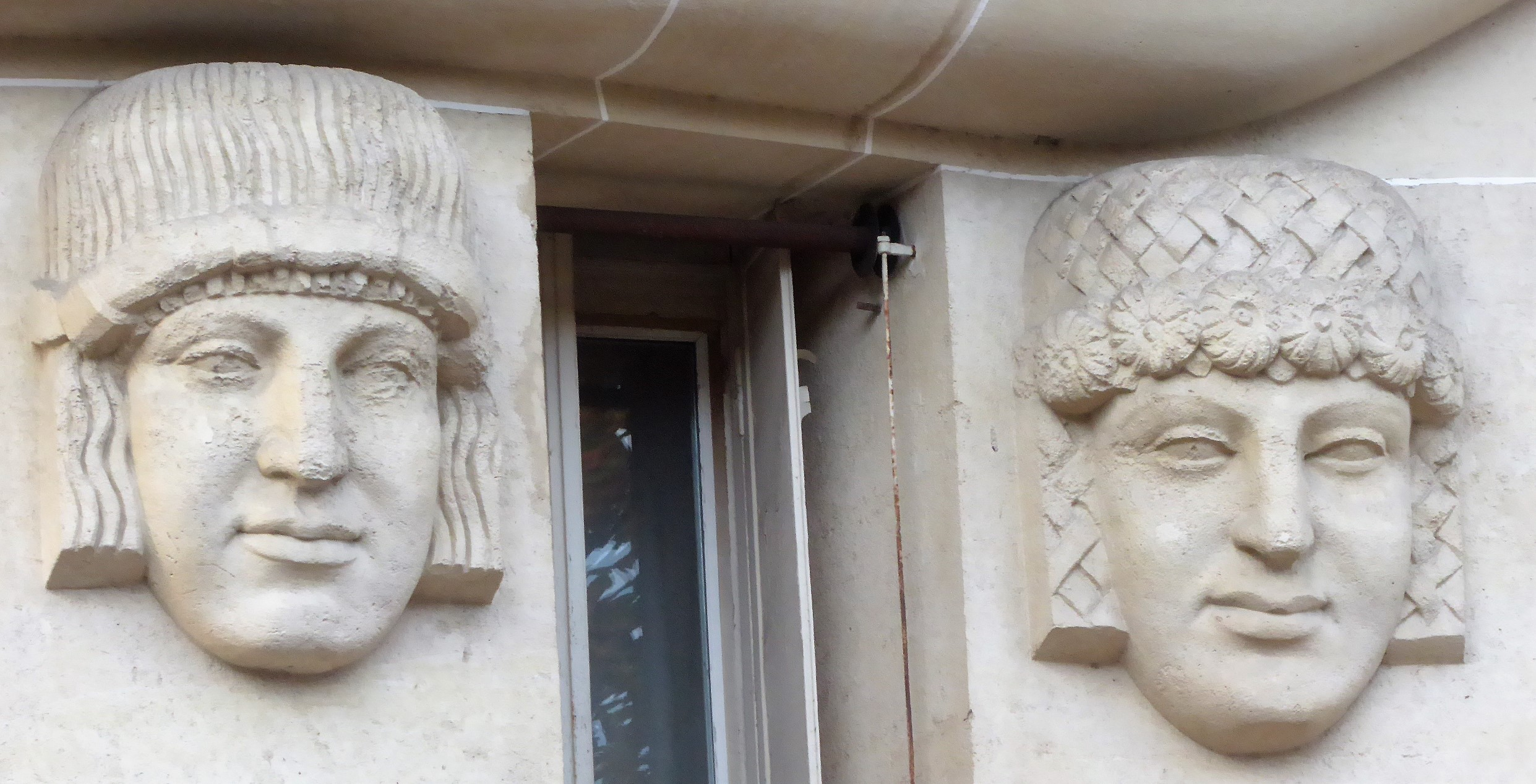
Mascarons au no 18.
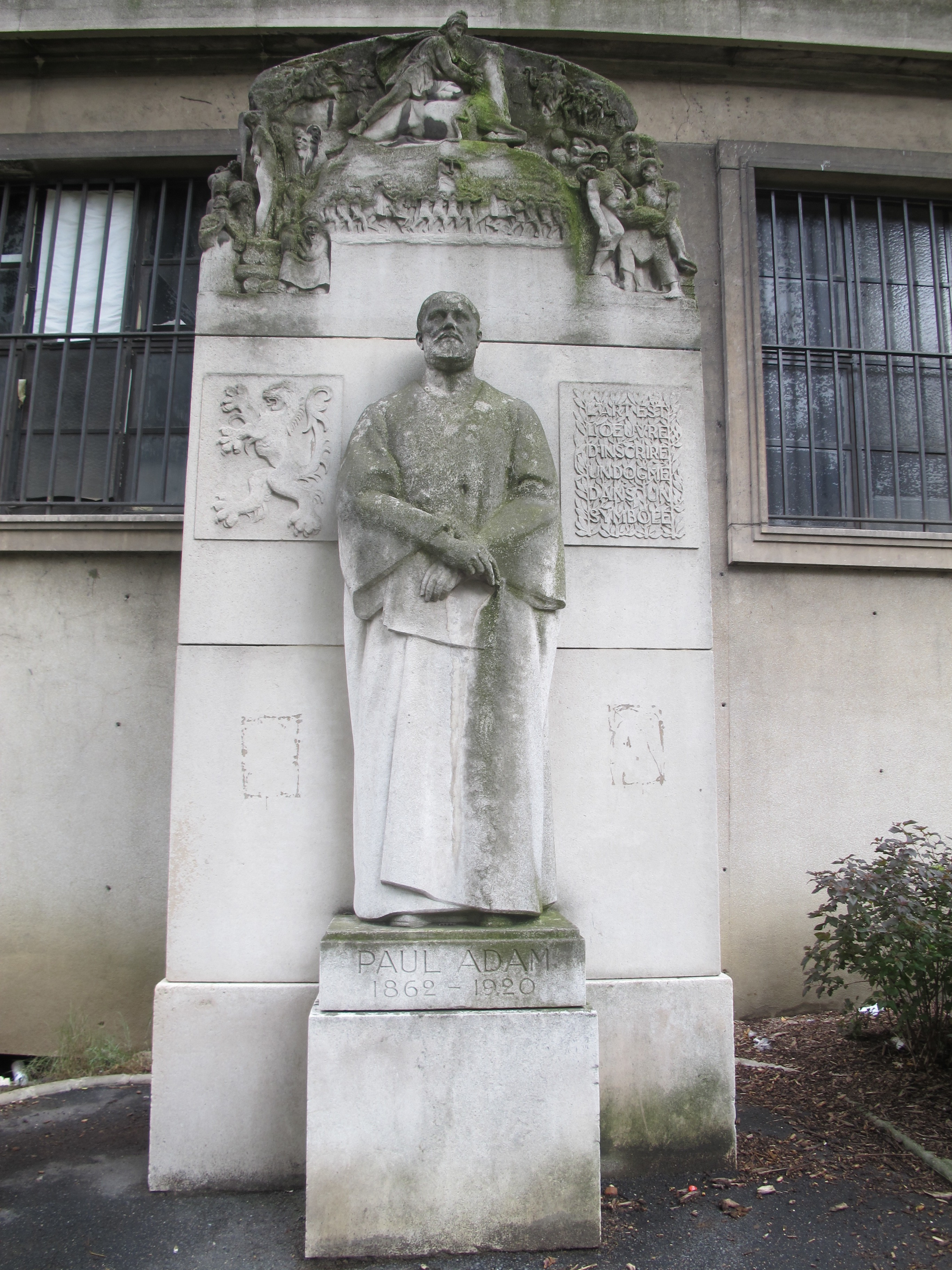
Monument à l'écrivain Paul Adam dans les jardins du Trocadéro, le long de l'avenue.
Une partie de l'avenue (au second plan), lors de l'inauguration de la statue équestre de Washington en 1900. Le palais du Trocadéro (détruit) apparaît en arrière plan.
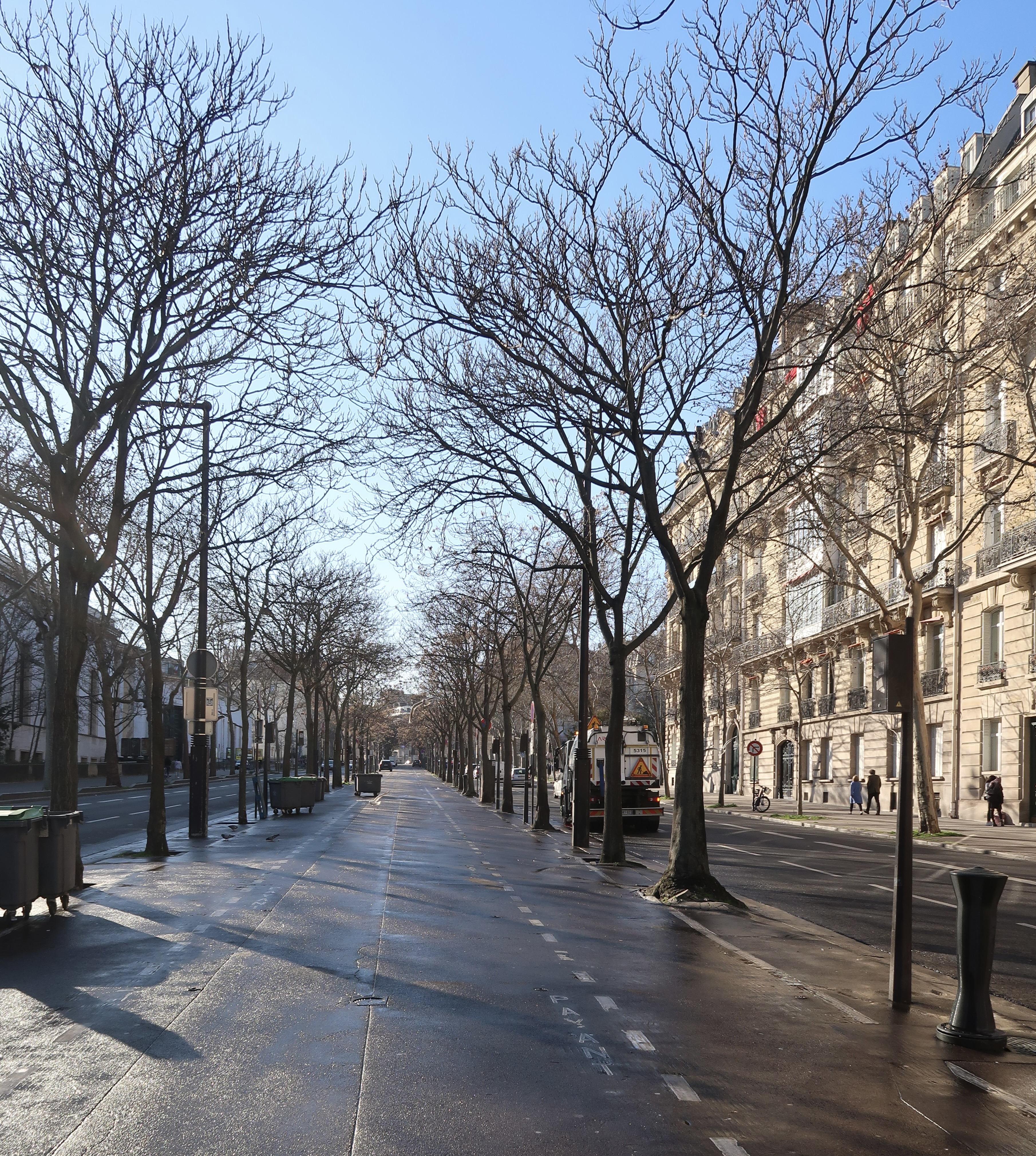
Allée centrale.
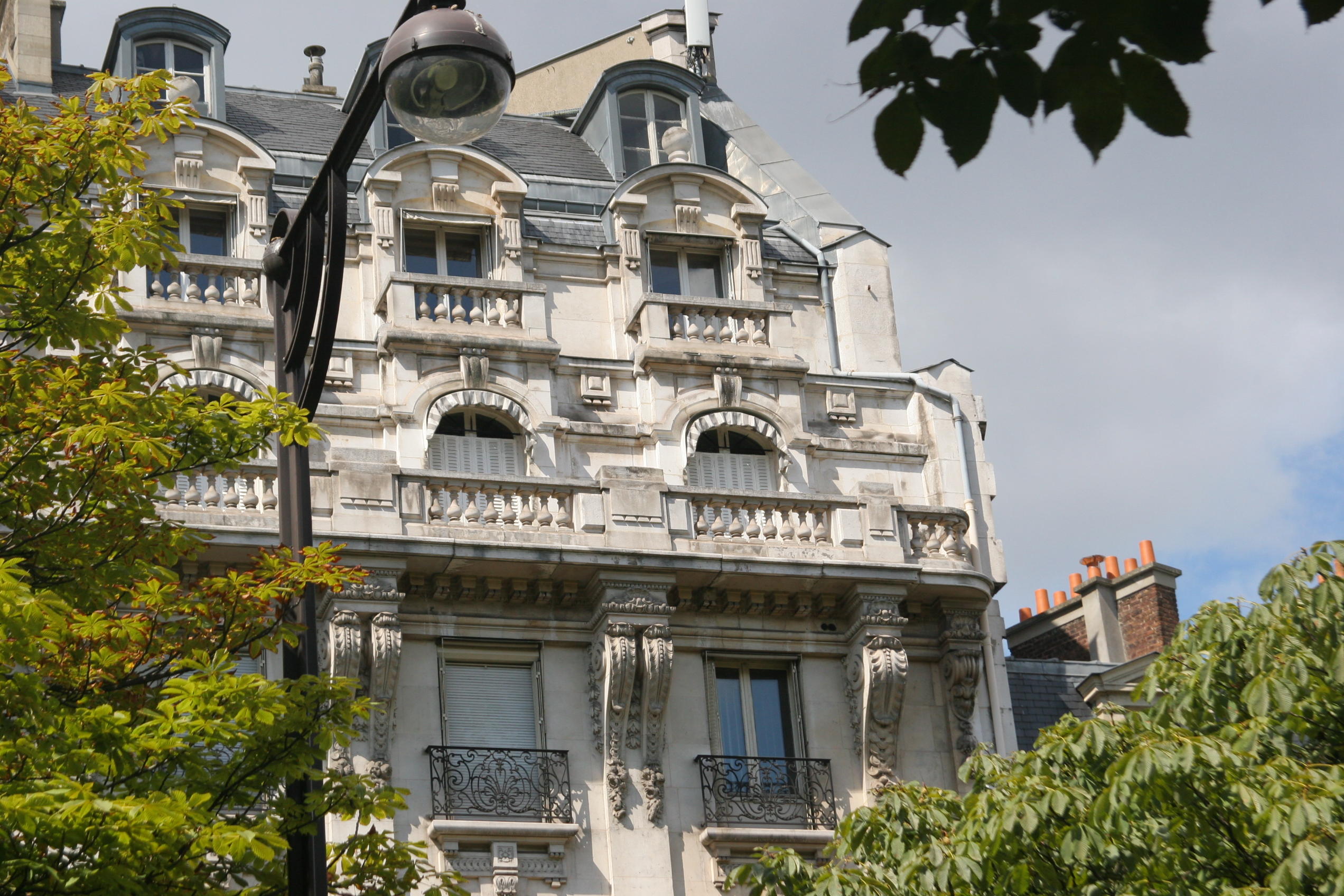
Étages supérieurs du no 38.

Plaques
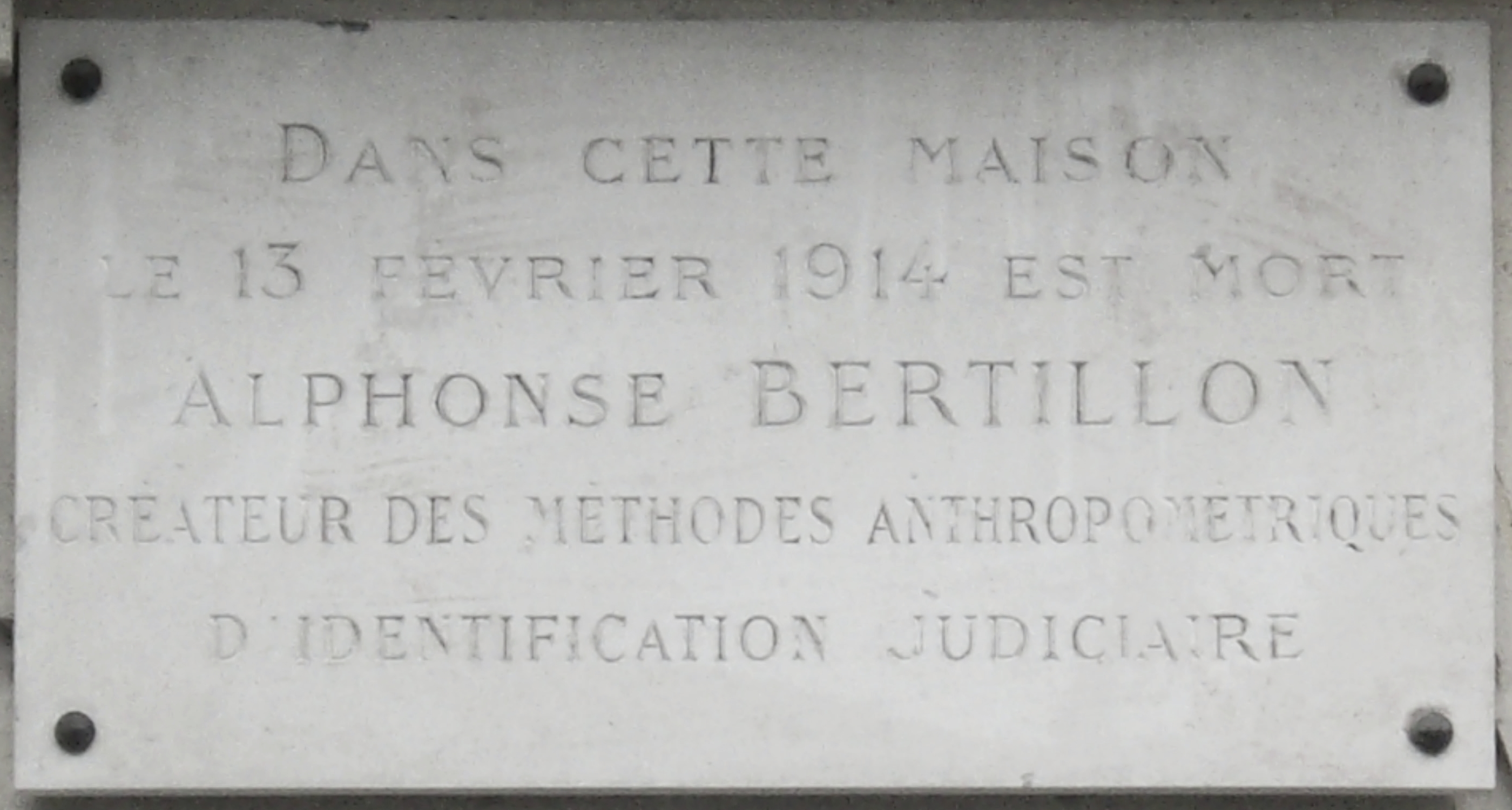
Plaque au no 5.
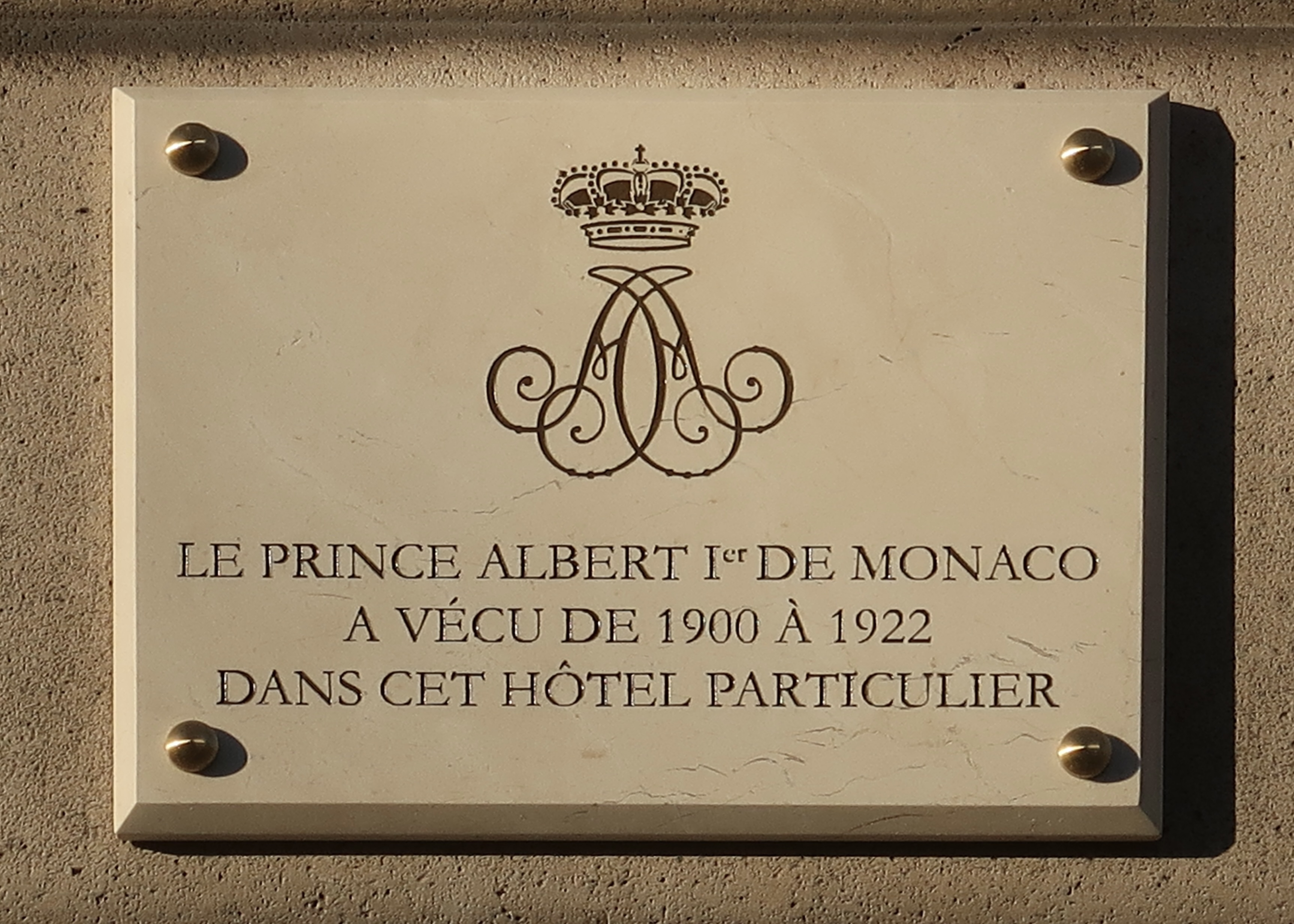
Plaque au no 10.
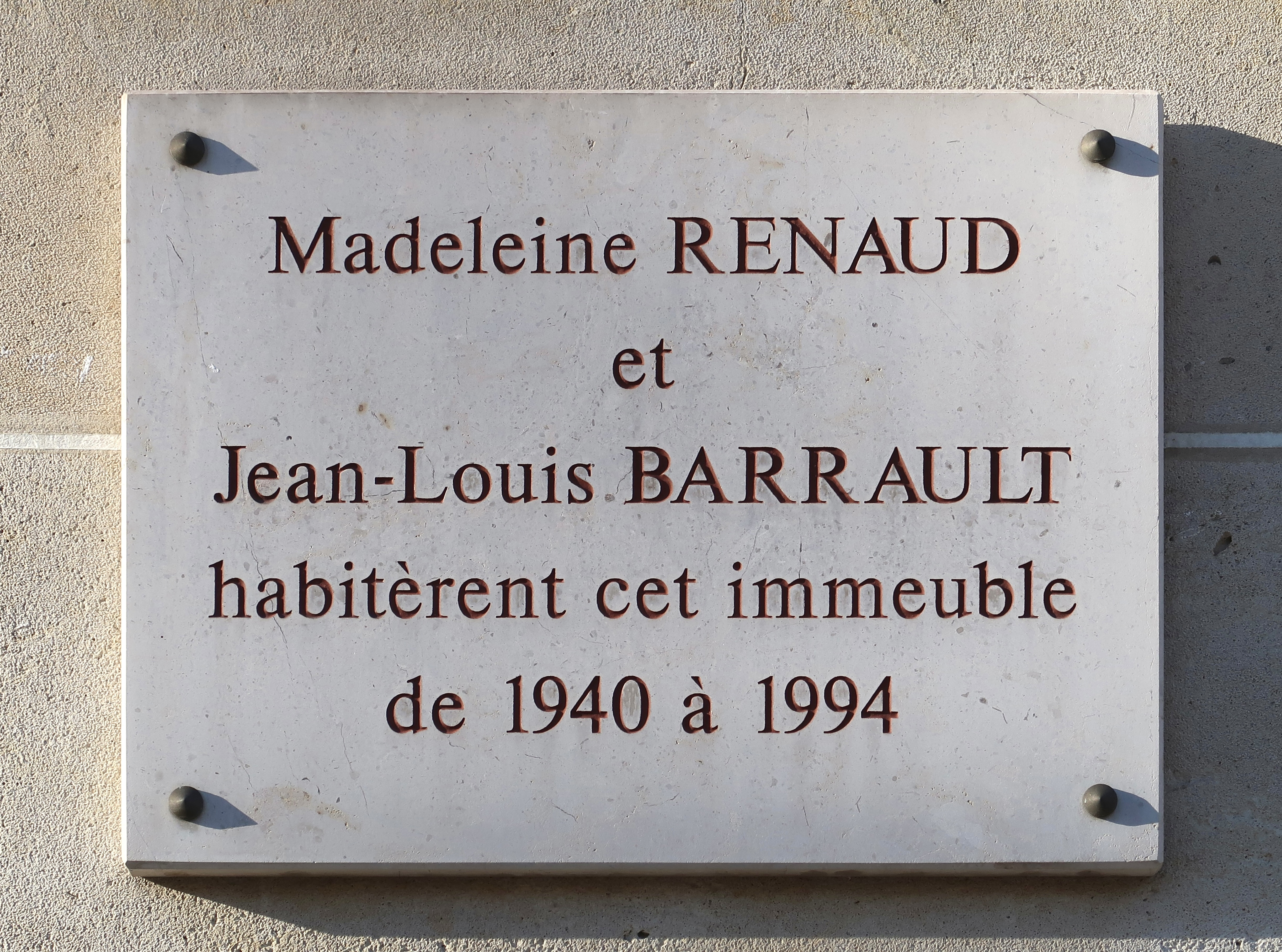
Plaque au no 18.
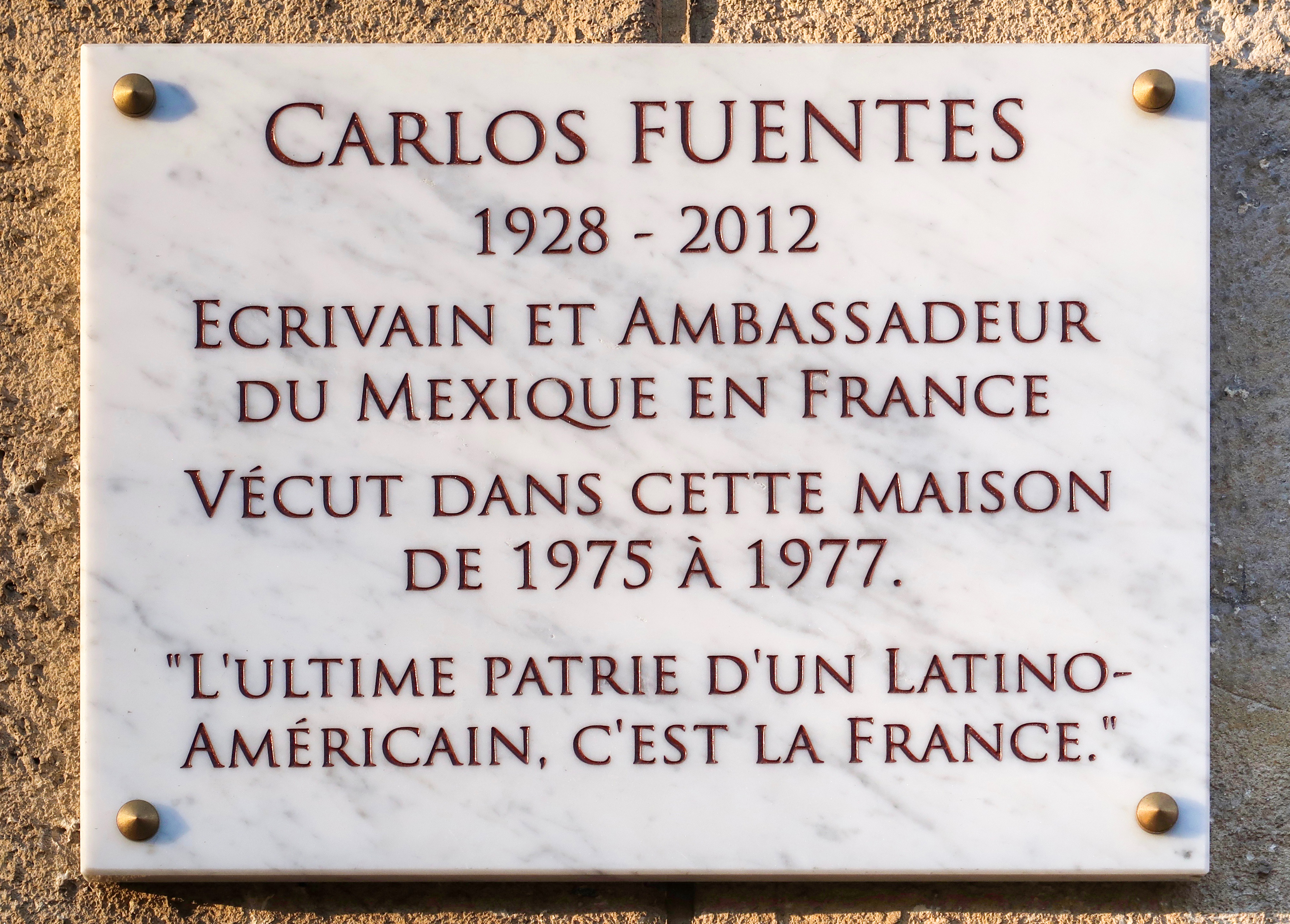
Plaque au no 20.
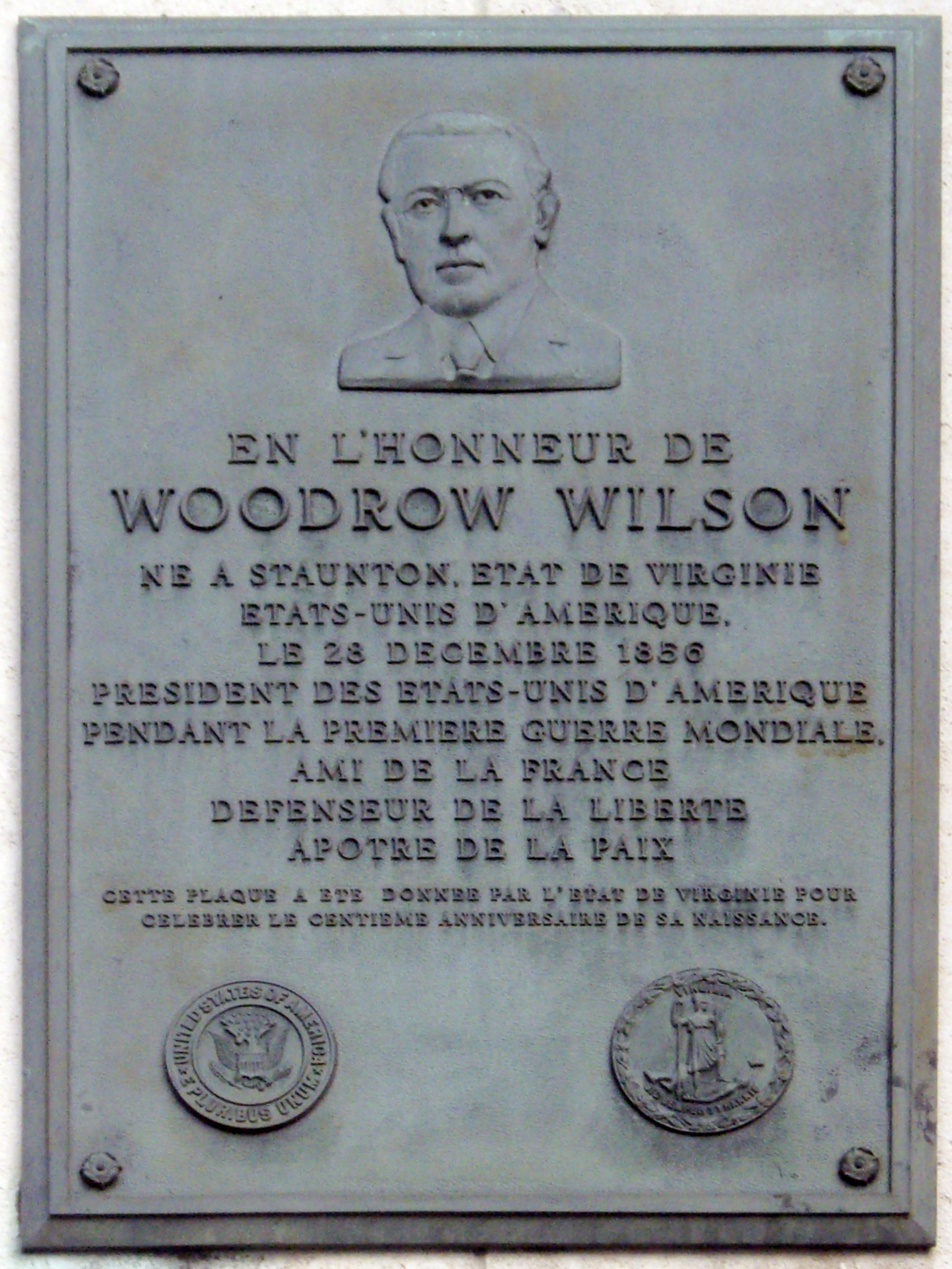
Plaque en hommage à Woodrow Wilson, à l'angle de la place du Trocadéro.

## Au cinéma
- L'un des plans du générique du film Les 400 coups (1959) de François Truffaut a été filmé descendant l'avenue du Président-Wilson.